# Bryum tenuidens
Bryum tenuidens là một loài rêu trong họ Bryaceae. Loài này được Dixon & Sainsbury mô tả khoa học đầu tiên năm 1945.